# Tempo Reale (associazione)

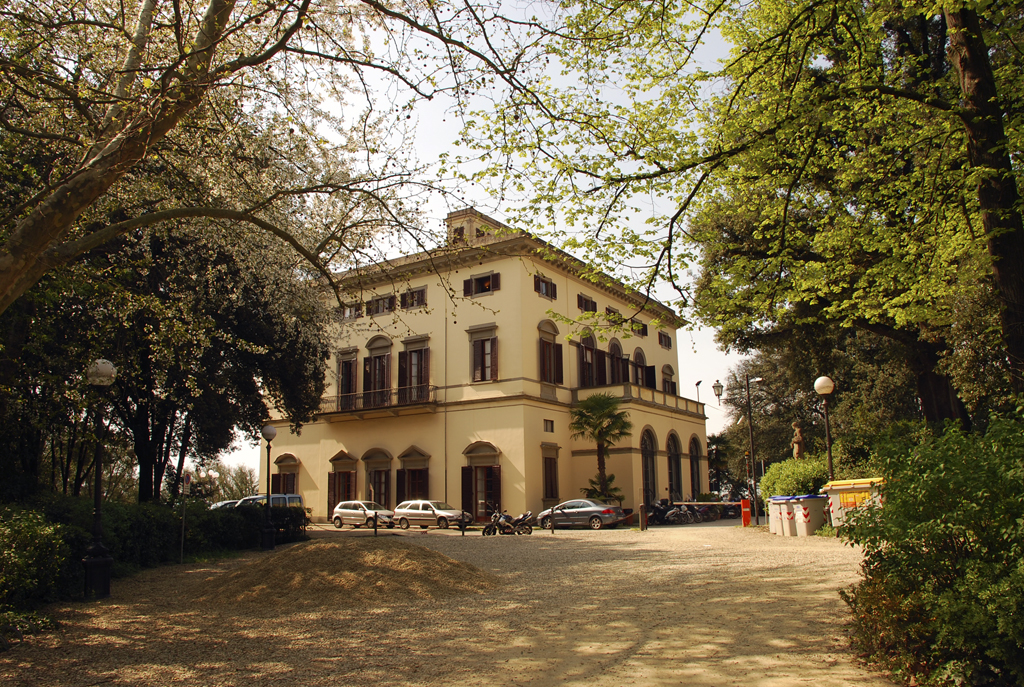
Il centro Tempo Reale, con sede in Villa Strozzi al Boschetto, a Firenze

Tempo Reale è un centro di ricerca, produzione e didattica musicale, fondato nel 1987 dal compositore Luciano Berio, che si occupa del rapporto tra musica e nuove tecnologie e della diffusione della musica di ricerca. Dal 2013 è diventato un Ente di rilevanza per lo spettacolo dal vivo della Regione Toscana. Il suo archivio ha ottenuto dalla Sovrintendenza dei Beni Archivistici della Toscana il riconoscimento di interesse storico particolarmente importante.

## Storia
L'istituzione, che ha sede a Firenze presso Villa Strozzi al Boschetto, ha come soci istituzionali la Regione Toscana, la Città Metropolitana di Firenze e il Comune di Firenze. È uno dei principali punti di riferimento italiani ed europei per la produzione, la ricerca e la formazione nel campo delle nuove tecnologie musicali e della musica di ricerca. 
Dalla sua costituzione Tempo Reale è stato impegnato nella realizzazione delle opere musicali di Berio, che lo hanno portato a lavorare in prestigiosi contesti concertistici di tutto il mondo. Lo sviluppo di criteri di qualità e creatività derivati da queste esperienze si è riverberato nel lavoro condotto continuativamente tanto con giovani musicisti emergenti quanto con artisti affermati come i compositori Giorgio Battistelli, Adriano Guarnieri, Henri Pousseur, i musicisti Uri Caine, Stefano Bollani, David Moss, Sonia Bergamasco, Jim Black, Maurizio Pollini e Pierre Boulez, i coreografi Virgilio Sieni e Micha van Hoecke, ed altri professionisti come Renzo Piano e Ugo Chiti.
Tempo Reale cura regolarmente l'esecuzione sia delle opere di Berio con elettronica sia di altri autori contemporanei. Produce anche regolarmente nuovi lavori di musica di ricerca in collaborazione con artisti e istituzioni importanti. Il centro, diretto dal 2008 da Francesco Giomi, si occupa nell'ambito della ricerca di varie attività: lo studio sull'elaborazione del suono dal vivo, le esperienze di interazione tra suono e spazio. A queste si affiancano l'ideazione di eventi musicali, manifestazioni, incontri e progetti sul territorio, in collaborazione con le istituzioni della Toscana.
Nel 2008 si è tenuta a Firenze la prima edizione del "Tempo Reale Festival", manifestazione che si propone di presentare le migliori esperienze italiane ed internazionali della musica di ricerca legata alle nuove tecnologie. Il Festival è diventato un appuntamento annuale.
Con Tempo Reale hanno collaborato musicisti informatici come Peter Otto, Alvise Vidolin, Nicola Bernardini, Michele Tadini, Jacopo Baboni-Schilingi, Kilian Schwoon e Albert Mayr; attualmente ci lavorano musicisti come Francesco Giomi, Damiano Meacci e Francesco Canavese.

## Discografia
- 2012 - Tempo Reale Collection